# Antonio Galiana Moltó
Antonio Galiana i Moltó nació en Jijona (Alicante) el 9 de enero de 1762, cursó filosofía en la universidad de Valencia con el Dr.Estevan Quirol, de la Orden de Montesa. Realizó estudios de teología y de derecho civil en 1784. Estudió lógica, aritmética y geometría, obteniendo sucesivamente los grados de bachiller y Maestro en artes, el de bachiller y doctor de teología y bachiller en leyes.
 
En 1790 logró por oposición una de las becas en el Mayor de Santo Tomas de Villanueva donde fue regente de estudios.

Hizo varias oposiciones a las cátedras de filosofía y en 1791 fue agraciado con una que leyó, como entonces era costumbre. Durante tres años impartió cátedra a personas ilustres como Simón de Rojas Clemente que fue premiado con el grado de maestro por el claustro de filosofía, más tarde sería Botánico y es considerado el padre de la ampelografía moderna.

Pero el estudio predilecto de Dr. Galiana, era el de las ciencias exactas, se dedicó a examinar e ilustrar en cuanto le fue posible algunos puntos, así de matemáticas puras como de las mixtas, dando de ello brillantes pruebas en la disertación del Ensayo sobre la trisección del ángulo, que publicó en 1791, en los principios de Cosmogonía, que filosofando con alguna novedad, expuso en las conclusiones del año 1797. El Apéndice a dichas conclusiones sobre el modo de caer los cuerpos por un plano inclinado, y finalmente la Disertación sobre el cálculo de los radicales imaginarios (Se perdió por la quema de la librería de la universidad literaria), y que presentó para entrar en la clase de opositores con el visto bueno del Dr. D. Pedro Morata y Meliá (1760/1803), catedrático de mecánica y física experimental, y el insigne matemático ex-jesuita D. Antonio Eximeno y Pujades. (1729/1809)
1799 obtuvo el grado de la candidatura, entonces preciso para entrar en la clase de los opositores; y en el público concurso para la provision de la cátedra de matemáticas puras y obteniendo la misma que ya antes regentaba por subtitución. Pudo contar con discípulos de la talla del Canónigo de la Catedral de Valencia D. Joaquín Mas al Dr. D. Fernando Gómez, catedrático de elementos matemáticos, beneficiado de la parroquia de San Bartolomé, y el Dr. D. Ramón Teruel, que también lo fue de matemáticas. Desde que en el curso 1803-1804 asumió la cátedra de Matemáticas y Física Experimental permaneció en este puesto hasta su muerte. A partir de 1807 se hizo cargo de la docencia de la asignatura Física Experimental y Química. Falleciendo en Valencia en 1826.

## Libros
- Exercitatio de anguli trisectione per circinum et regulam. Valencia por Salvador Fauli, 1791, en 4. Es un teorema con algunos corolarios y una resolución del problema más sencilla y fácil que las que se habían publicado.
- Cartas de Dumvicefeld a Cristofilo, sobre el sistema de la venida del Mesías en Gloria y magestad, publicado por Juan Josafat Ben Ezra, traducidas libremente por ECDMYFEDLVDV. Anagrama que dice (El catedrático de mecánica y física experimental de la Universidad de Valencia.) Imprenta de Brusola, 1826, en 4. Aunque dice que es traducción es obra original del Sr. Galiana.
- En los Diarios del mes de agosto de 1819 empezó a publicar una crítica de la teoría del universo de Mr. Allix. Quedó incompleta.